# Miroslav Todić
Miroslav Todić (Tuzla, 6 gennaio 1985) è un ex cestista bosniaco.

## Carriera
Ha militato in diversi campionati europei: prima in Slovenia, in Germania dal 2004 al 2007 nello Skyliners Francoforte; si trasferisce successivamente in Grecia nel Kolossos dove rimane per due stagioni.
Nel 2009 passa al Olympia Larissa, dove rimane solo fino a metà stagione per trasferirsi in Svezia al Sundsvall Dragons; nella stagione 2010-11 viene ingaggiato nel massimo campionato cipriota nella squadra dell'Achilleas Kaïmakliou; a novembre torna di nuovo in Grecia nell'Īlysiakos Atene.
Nel 2011-12 gioca per il Politekhnika-Halychyna nella Ukrajina Super-Liha. Approda per la prima volta in Italia nel Campionato di Legadue con la Fulgor Libertas Forlì. Nell'estate del 2013 firma un contratto annuale con il Basket Brindisi, squadra militante nel massimo campionato italiano.
Nel luglio 2014 firma per la Dinamo Sassari, con la quale vince la Supercoppa italiana e partecipa all'Eurolega e all'Eurocup.
Il 18 gennaio la società comunica la rescissione consensuale del contratto ed il giorno seguente l'atleta si accorda con i turchi del Tofaş Bursa.
Il 30 agosto 2015 firma per i francesi di Châlons-Reims.

## Palmarès
- Supercoppa italiana: 1

Dinamo Sassari: 2014